# Western Women’s Hockey League
Die Western Women’s Hockey League (WWHL) war eine Fraueneishockeyliga in Kanada und den Vereinigten Staaten, die 2004 gegründet wurde und damals zu den besten Fraueneishockey-Ligen weltweit gehörte.

## Geschichte
Die Western Women’s Hockey League wurde 2004 von vier Frauenmannschaften aus dem Westen Kanadas und den Minnesota Whitecaps aus den Vereinigten Staaten gegründet.
Vor der Saison 2007/08 einigten sich die Vertreter der WWHL mit der NWHL auf eine Restrukturierung der beiden Ligen, wobei die WWHL als Western Division der landesweiten NWHL ausgespielt werden sollte. Letztlich scheiterte dieses Unterfangen, da die beiden Ligen sich nicht auf einen gemeinsamen Zeitplan und Modus für die Meisterschaft einigen konnten.
Zusammen mit der Canadian Women’s Hockey League bildete die WWHL ab 2008 die höchste Spielklasse im nordamerikanischen Fraueneishockey, die Gewinner der beiden Ligen spielten jeweils am Saisonende um den Clarkson Cup.
Im Sommer 2011 stellten die Strathmore Rockies und Edmonton Chimos den Spielbetrieb ein, daraufhin kam auch der Spielbetrieb der WWHL zum Erliegen.

## Teilnehmer
| Team                      | Standort                              | Spielstätte                    | Zeitraum  | Bemerkungen                                            |
| ------------------------- | ------------------------------------- | ------------------------------ | --------- | ------------------------------------------------------ |
| British Columbia Breakers | Langley, British Columbia             |                                | 2004–2009 | Einstellung des Spielbetriebs Mitte der Saison 2008/09 |
| Calgary Oval X-Treme      | Calgary, Alberta                      | Olympic Oval                   | 2004–2009 |                                                        |
| Edmonton Chimos           | Edmonton, Alberta                     | River Cree Twin Arenas         | 2004–2011 | Einstellung des Spielbetriebs nach der Saison 2010/11  |
| Saskatchewan Prairie Ice  | Lumsden, Saskatchewan                 | Lumsden Arena                  | 2004–2007 |                                                        |
| Strathmore Rockies        | Strathmore, Alberta                   | Strathmore Family Center Arena | 2006–2011 | Einstellung des Spielbetriebs nach der Saison 2010/11  |
| Manitoba Maple Leafs      | Winnipeg, Manitoba                    | MTS Iceplex                    | 2010–2011 |                                                        |
| Minnesota Whitecaps       | Metropolregion Minneapolis–Saint Paul | verschiedene                   | 2004–2011 |                                                        |

## Meister
| Jahr | Meister              | Finalgegner          |
| ---- | -------------------- | -------------------- |
| 2005 | Calgary Oval X-Treme | Edmonton Chimos      |
| 2006 | Calgary Oval X-Treme | Minnesota Whitecaps  |
| 2007 | Calgary Oval X-Treme | Minnesota Whitecaps  |
| 2008 | Calgary Oval X-Treme | Minnesota Whitecaps  |
| 2009 | Minnesota Whitecaps  | Calgary Oval X-Treme |
| 2010 | Minnesota Whitecaps  |                      |
| 2011 | Minnesota Whitecaps  |                      |